# Albin Pelak
Albin Pelak (Novi Pazar, 9 aprile 1981) è un ex calciatore bosniaco, di ruolo centrocampista.

## Carriera

### Club
Ha trascorso gran parte della sua carriera con la maglia del Sarajevo, con cui ha vinto due coppe nazionali. Ha vissuta una stagione in Giappone con il Cerezo Ōsaka e una in Russia con lo Zvezda Irkutsk.

### Nazionale
Ha esordito in nazionale il 21 agosto 2002 giocato i minuti conclusivi della gara contro la Jugoslavia, entrando al posto di Bulend Biščević. La sua seconda e ultima presenza risale alla gara contro San Marino valida per le Qualificazioni al campionato mondiale di calcio 2006 disputata tre anni più tardi, quando entrò al posto di Vladan Grujić.

## Statistiche

### Cronologia presenze e reti in Nazionale
| Cronologia completa delle presenze e delle reti in nazionale ― Bosnia ed Erzegovina | Cronologia completa delle presenze e delle reti in nazionale ― Bosnia ed Erzegovina | Cronologia completa delle presenze e delle reti in nazionale ― Bosnia ed Erzegovina | Cronologia completa delle presenze e delle reti in nazionale ― Bosnia ed Erzegovina | Cronologia completa delle presenze e delle reti in nazionale ― Bosnia ed Erzegovina | Cronologia completa delle presenze e delle reti in nazionale ― Bosnia ed Erzegovina | Cronologia completa delle presenze e delle reti in nazionale ― Bosnia ed Erzegovina | Cronologia completa delle presenze e delle reti in nazionale ― Bosnia ed Erzegovina |
| Data                                                                                | Città                                                                               | In casa                                                                             | Risultato                                                                           | Ospiti                                                                              | Competizione                                                                        | Reti                                                                                | Note                                                                                |
| ----------------------------------------------------------------------------------- | ----------------------------------------------------------------------------------- | ----------------------------------------------------------------------------------- | ----------------------------------------------------------------------------------- | ----------------------------------------------------------------------------------- | ----------------------------------------------------------------------------------- | ----------------------------------------------------------------------------------- | ----------------------------------------------------------------------------------- |
| 31-8-2002                                                                           | Sarajevo                                                                            | Bosnia ed Erzegovina                                                                | 0 – 2                                                                               | Jugoslavia                                                                          | Amichevole                                                                          | -                                                                                   | 86’                                                                                 |
| 8-10-2005                                                                           | Zenica                                                                              | Bosnia ed Erzegovina                                                                | 3 – 0                                                                               | San Marino                                                                          | Amichevole                                                                          | -                                                                                   | 81’                                                                                 |
| Totale                                                                              |                                                                                     | Presenze                                                                            | 2                                                                                   |                                                                                     | Reti                                                                                | 0                                                                                   |                                                                                     |

## Palmarès

### Club
- Coppa di Bosnia: 2

Sarajevo: 2001-2002, 2004-2005